# Nonsan

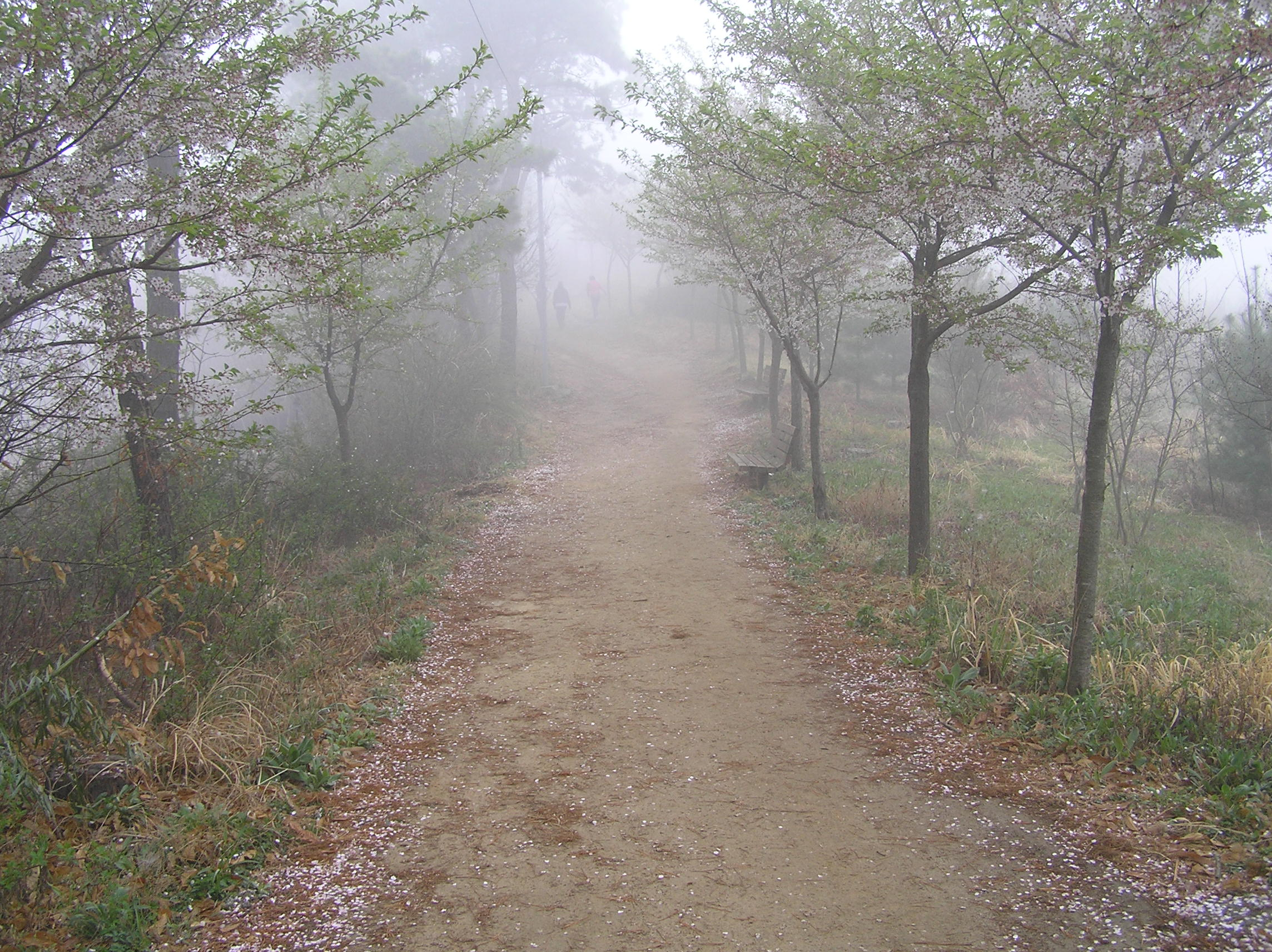
Công viên Banya-San

Nonsan (Hán Việt: Luận Sơn) là một thành phố thuộc tỉnh Chungcheong Bắc tại Hàn Quốc.

## Lịch sử
Vào thời Tam Hàn, Nonsan được cho là một phần của Mã Hàn. Vào thời Bách Tế, khu vực thuộc quận Hwangdeungyasan. Các trận chiến quyết định trong việc Tân La đè bẹp Bách Tế nói chung đã diễn ra tại khu vực Nonsan. Về sau, vào thời Tân La Thống nhất, Nonsan được chia thành: Deogeun và Hwangsan.
Thành phố Nonsan hiện nay được thành lập vào năm 1914 với việc hợp nhất 4 quận Yeonsan, Eunjin, Noseong và and Seoksung.

## Giao thống
Nonsan có hệ thống đường sắt quốc gia và của thành phố, mạng lưới xe khách quốc gia và liên vùng. Có một tuyến đường cao tốc nối thành phố với Daejeon và các thành phố khác. Nhiều đường phố có phần đường giành riêng cho xe đạp cùng vỉa hè. Dòng nước chảy qua thành phố không thích hợp cho tàu bè qua lại, nhưng hạ nguồn của suối là sông Geum, một khu vực ngoại vi của thnahf phố và là một cảng cá quan trọng.

## Kinh tế
Nonsan là một đô thị nông thôn, với lúa gạo là cây trồng quan trọng nhất. Các cây trồng khác gồm dâu tây, nhân sâm, napa cabbage,
dưa hấu, và sa lê.
According to The Chosun Ilbo, người nông dân địa phương trồng các giuống dâu tây mới được tạo ra tại Nhật Bản mà không được sự cho phép JoongAng Daily nói rằng "Dâu tây trồng tại Nonsan có nhiều loại: seolhyang, maehyang, geumhyang, janghi (akihime) và yukbo (lê đỏ). Ba loại đầu được trồng tại Nonsan trong khi hai loại cuối đến từ Nhật Bản. Janghi là loại thông dụng nhất tại Hàn Quốc. Tuy nhiên, seolhyang là loại ngọt nhất". công ty Sesil là công ty lớn thứ ba toàn cầu về lĩnh vực thiên địch. Công ty sữa chua chính, Yakult, có trụ sở tại Nonsan. Agro-Fisheries Trade Corp. là nhà cung cấp thực phẩm cho vùng.

## Giáo dục
- Đại học Konyang, thành lập năm 1991, có tường sở chính tại Nonsan. Có một bệnh viện đại học với các chương trình đào tạo kỹ thuật y tế, y tá và bác sĩ tại Daejeon
- Đại học Hanmin, tại Yeonsan-myeon
- Địa học Geumgang, một đại học Phật giáo được tahnhf lập gần đây tại vùng nông thôn của Nonsan, gần Gyeryongsan
- Trường Bách khoa Sinh học Hàn Quốc là một cao đẳng 2 năm học của Bộ Lao động.

## Du lịch
Diaaj điểm du lịch tại địa phương gồm Eunjin Mireuk, một tượng Phật đứng từ thời Cao Ly cùng ngôi chùa song hành là Gwanchoksa, cũng như Bảo tàng Quân sự Bách Tế. Lễ hội Dâu tây mùa xuân cũng là một sự kiện thu hút du khách.

## Hành chính
Nonsan được chia thành 2 eup, 11 myeon, and 2 dong.
| Name            | Hangul   | Hanja    | Hán Việt           |
| --------------- | -------- | -------- | ------------------ |
| Ganggeyong-eup  | 강경읍   | 江景邑   | Giang Cảng ấp      |
| Yeonmu-eup      | 연무읍   | 鍊武邑   | Luyện Vũ ấp        |
| Seongdong-myeon | 성동면   | 城東面   | Thành Đông miến    |
| Gwangseok-myeon | 광석면   | 光石面   | Quang Thạch miến   |
| Noseong-myeon   | 노성면   | 魯城面   | Lỗ Thành miến      |
| Sangwol-myeon   | 상월면   | 上月面   | Thượng Nguyệt miến |
| Bujeok-myeon    | 부적면   | 夫赤面   | Phù Xích miến      |
| Yeonsan-myeon   | 연산면   | 連山面   | Liên Sơn miến      |
| Beolgok-myeon   | 벌곡면   | 伐谷面   | Phạt Cốc miến      |
| Yangcheon-myeon | 양촌면   | 陽村面   | Dương Thôn miến    |
| Gayagok-myeon   | 가야곡면 | 可也谷面 | Khả Dã Cốc miến    |
| Eunjin-myeon    | 은진면   | 恩津面   | Ân Tân miến        |
| Chae-un-myeon   | 채운면   | 彩雲面   | Thái Vân miến      |
| Chwiam-dong     | 취암동   | 鷲岩洞   | Thứu Nham miến     |
| Buchang-dong    | 부창동   | 富倉洞   | Phú Thương miến    |

## Thành phố kết nghĩa
- Cẩm Châu, Trung Quốc
- Seocho-gu, Hàn Quốc